# Tivadar Soros
Tivadar Soros (Budapest, 1893-Nueva York, 1968) fue un abogado húngaro, conocido como escritor y editor en la lengua esperanto y por ser el padre del financiero George Soros.

## Biografía
Tivadar Soros era de origen judío, su nombre original era Teodoro Schwartz (escrito Ŝvarc en sus textos en esperanto), que cambió a su forma húngara en los años 30 ante el auge del antisemitismo. El nombre Soros fue elegido por su doble forma en húngaro y esperanto.
Aprendió este último idioma durante su internamiento en un campo para prisioneros de guerra en el Imperio ruso (en Siberia) durante la Primera Guerra Mundial. Se escapó de él durante el caos del comienzo de la Revolución rusa. La fuga fue toda una aventura, que posteriormente publicó en el libro Modernaj Robinzonoj (Modernos Robinsones) (1923).
En Budapest cofundó Literatura Mondo, considerada la revista literaria en esperanto más importante del periodo de entreguerras. Desarrolló una importante labor editorial, junto con los escritores Kálmán Kalocsay y Julio Baghy.
Durante la Segunda Guerra Mundial y ante el comienzo de las persecuciones antijudías, optó por esconderse y adoptar identidades falsas para él y toda su familia. Sus peripecias, llenas de ingenio, las describió más adelante en el libro Maskerado ĉirkaŭ la morto (Mascarada alrededor de la muerte), publicado en 1965 en La Laguna por Juan Régulo Pérez y su editorial Stafeto. El libro ha sido reeditado recientemente y ha sido traducido al inglés, alemán, ruso, húngaro y turco.
Se ha sostenido que su ejemplo causó también una especial influencia en sus hijos, el ingeniero Paul y el financiero George Soros. Ambos aprendieron esperanto en su infancia, por lo que a veces se les incluye entre el grupo de hablantes nativos de esperanto.
Tras la toma del poder por los comunistas en Hungría, sus hijos escaparon a Occidente (George aprovechando un Congreso Juvenil de Esperanto). Años después se les unieron Tivadar y su esposa, que vivieron sus últimos años en Nueva York.